# 지상권
지상권(地上權)이라고 함은 타인소유의 토지에 건물 기타 공작물 또는 수목을 소유하기 위하여 토지를 사용하는 권리이다.(대한민국 민법 제279조, 일본 민법 제265조) 다시 말해 타인의 소유권을 제한해서 토지를 일면적으로 지배하는 용익물권이다. 지상권은 토지소유자와 지상권자 사이의 설정계약(지상권의 설정을 목적으로 하는 물권적 합의)과 등기에 의하여 취득된다.
지상권은 부동산의 사용가치를 독점적으로 지배하는 것을 내용으로 하는 용익물권이라는 점에서 지역권 및 전세권과 공통되나, 건물 기타 공작물이나 수목을 '소유'하기 위하여 타인의 토지를 사용한다는 점에서 소유를 목적으로 하지 않는 지역권이나 전세권과 다르다.
민법은 임대차와 더불어 타인의 토지를 이용할 수 있는 권리로서 지상권을 예정하고 있다. 그러나 실제로 임차권이 주로 활용되고 있고 지상권은 임대차에 비하여 토지소유자의 권리를 매우 크게 제약하므로 지상권이 설정되는 예는 적다. 토지를 담보로 제공하는 경우에 소유권이전청구권보전을 위한 가등기 또는 저당권설정등기와 함께 지상권설정등기가 자주 행하여지는 것을 발견할 수 있는데, 이는 담보권설정자가 그 지상에 건물을 축조하는 것을 방해할 목적으로 설정되는 것으로서 제도의 목적 자체에 부합되는 기능은 아니다.